# Shorea palembanica
Shorea palembanica är en tvåhjärtbladig växtart som beskrevs av Friedrich Anton Wilhelm Miquel. Shorea palembanica ingår i släktet Shorea och familjen Dipterocarpaceae. Inga underarter finns listade i Catalogue of Life.